# Saronno Foot Ball Club 1995-1996
Questa voce raccoglie le informazioni riguardanti il Saronno Foot Ball Club nelle competizioni ufficiali della stagione 1995-1996.

## Rosa
| N. |                   | Ruolo | Calciatore         |
| -- | ----------------- | ----- | ------------------ |
|    | Italia (bandiera) | P     | Loris Biasetto     |
|    | Russia (bandiera) | A     | Krassimir Bogdanov |
|    | Italia (bandiera) | C     | Pierluigi Cattaneo |
|    | Italia (bandiera) | D     | Davide Chiarella   |
|    | Italia (bandiera) | C     | Devis Giani        |
|    | Italia (bandiera) | D     | Marco Grossi       |
|    | Italia (bandiera) | A     | Giuseppe Liperoti  |
|    | Italia (bandiera) | A     | Luca Lugnan        |
|    | Italia (bandiera) | C     | Igor Marziano      |
|    | Italia (bandiera) | C     | Alessandro Marzio  |
|    | Italia (bandiera) | D     | Fabio Mondoni      |

| N. |                   | Ruolo | Calciatore        |
| -- | ----------------- | ----- | ----------------- |
|    | Italia (bandiera) | D     | Roberto Occhioni  |
|    | Italia (bandiera) | D     | Alfredo Ottolina  |
|    | Italia (bandiera) | D     | Lorenzo Palmieri  |
|    | Italia (bandiera) | C     | Marco Pozzi       |
|    | Italia (bandiera) | D     | Antonio Ricci     |
|    | Italia (bandiera) | D     | Massimo Robbiati  |
|    | Italia (bandiera) | C     | Enrico Rossi      |
|    | Italia (bandiera) | D     | Damiano Sironi    |
|    | Italia (bandiera) | P     | Gianluca Spinelli |
|    | Italia (bandiera) | A     | Emanuele Terraneo |
|    | Italia (bandiera) | D     | Rodolfo Vanoli    |

## Risultati

### Campionato

#### Girone di andata
| 27 agosto 1995 1ª giornata | Saronno | 0 – 0 | Pro Sesto |  |

| 3 settembre 1995 2ª giornata | Modena | 3 – 1 | Saronno |  |

| 10 settembre 1995 3ª giornata | Saronno | 2 – 2 | Massese |  |

| 17 settembre 1995 4ª giornata | Montevarchi | 2 – 1 | Saronno |  |

| 24 settembre 1995 5ª giornata | Saronno | 3 – 0 | Spezia |  |

| 1º ottobre 1995 6ª giornata | SPAL | 0 – 2 | Saronno |  |

| 8 ottobre 1995 7ª giornata | Saronno | 0 – 0 | Como |  |

| 15 ottobre 1995 8ª giornata | Saronno | 1 – 3 | Prato |  |

| 22 ottobre 1995 9ª giornata | Carrarese | 0 – 0 | Saronno |  |

| 29 ottobre 1995 10ª giornata | Saronno | 1 – 1 | Monza |  |

| 12 novembre 1995 11ª giornata | Fiorenzuola | 2 – 1 | Saronno |  |

| 19 novembre 1995 12ª giornata | Saronno | 0 – 0 | Empoli |  |

| 26 novembre 1995 13ª giornata | Ravenna | 2 – 1 | Saronno |  |

| 3 dicembre 1995 14ª giornata | Saronno | 3 – 1 | Leffe |  |

| 10 dicembre 1995 15ª giornata | Carpi | 1 – 1 | Saronno |  |

| 17 dicembre 1995 16ª giornata | Saronno | 1 – 1 | Alessandria |  |

| 30 dicembre 1995 17ª giornata | Brescello | 1 – 1 | Saronno |  |

#### Girone di ritorno
| 7 gennaio 1996 18ª giornata | Pro Sesto | 1 – 2 | Saronno |  |

| 14 gennaio 1996 19ª giornata | Saronno | 0 – 0 | Modena |  |

| 28 gennaio 1996 20ª giornata | Massese | 0 – 1 | Saronno |  |

| 4 febbraio 1996 21ª giornata | Saronno | 2 – 0 | Montevarchi |  |

| 18 febbraio 1996 22ª giornata | Spezia | 1 – 1 | Saronno |  |

| 25 febbraio 1996 23ª giornata | Saronno | 1 – 2 | SPAL |  |

| 3 marzo 1996 24ª giornata | Como | 3 – 0 | Saronno |  |

| 10 marzo 1996 25ª giornata | Prato | 2 – 1 | Saronno |  |

| 24 marzo 1996 26ª giornata | Saronno | 1 – 2 | Carrarese |  |

| 31 marzo 1996 27ª giornata | Monza | 1 – 1 | Saronno |  |

| 7 aprile 1996 28ª giornata | Saronno | 1 – 0 | Fiorenzuola |  |

| 14 aprile 1996 29ª giornata | Empoli | 2 – 1 | Saronno |  |

| 21 aprile 1996 30ª giornata | Saronno | 0 – 3 | Ravenna |  |

| 5 maggio 1996 31ª giornata | Leffe | 1 – 3 | Saronno |  |

| 12 maggio 1996 32ª giornata | Saronno | 0 – 1 | Carpi |  |

| 19 maggio 1996 33ª giornata | Alessandria | 0 – 0 | Saronno |  |

| 26 maggio 1996 34ª giornata | Saronno | 0 – 0 | Brescello |  |